# Городок (Любытинский район)
Городок — упразднённая деревня в Любытинском районе Новгородской области России. Входила в состав Любытинского сельского поселения.
Исключена из учётных данных в 2016 году.

## География
Деревня находилась в северной части Новгородской области, в подзоне южной тайги, к востоку от реки Мсты, на расстоянии примерно 5 километров (по прямой) к юго-юго-востоку от рабочего посёлка Любытино, административного центра района. Абсолютная высота — 74 метра над уровнем моря.

### Климат
Климат района характеризуется как умеренно континентальный, влажный, с мягкой снежной зимой и умеренно тёплым летом. Средняя многолетняя температура самого холодного месяца (января) составляет −8,4°С, средняя температура самого тёплого (июля) — 17 °С. Продолжительность вегетационного периода составляет примерно 172 дня. Среднегодовое количество осадков составляет 600—650 мм, из которых большая часть выпадает в тёплый период. Устойчивый снежный покров образуется в конце ноября — начале декабря и сохраняется в течение 115—140 дней. Средняя высота снежного покрова составляет 45 см.

### Часовой пояс
Бывшая деревня Городок, как и вся Новгородская область, находится в часовой зоне МСК (московское время). Смещение применяемого времени относительно UTC составляет +3:00.

## Население
| 2010 |
| ---- |
| 0    |